# Alfonz Gspan (literarni zgodovinar)
Alfonz Gspan, slovenski bibliotekar, literarni zgodovinar, pesnik, leksikograf, pedagog, urednik in prevajalec, * 16. oktober 1904, Krško, † 25. september 1977, Ljubljana.

## Življenje
Alfonz Gspan se je rodil 16.10.1904 v Krškem očetu Alfonzu st. in materi Juliji (roj. Simončič), kmalu po rojstvu pa se je preselil v Ljubljano. Hiše, v kateri je bil rojen, ni več. Poročen je bil s profesorico Nado Gspan Prašelj, razgledano slavistko, germanistko in bibliotekarko, ki je prav tako večino časa službovala na Inštitutu za slovensko literaturo in literarne vede pri SAZU. Profesorica Gspanova je podarila moževemu rojstnemu kraju, Valvasorjevi knjižnici v Krškem, njegovo osebno knjižnico, ki obsega 2.308 enot knjižničnega gradiva in 18 kosov pohištva.
20. oktobra 2004 sta župan Občine Krško in sin Primož Gspan na ploščadi pred nekdanjo Gspanovo hišo številka 19, v spomin na literarnega zgodovinarja, bibliotekarja, pesnika in prevajalca profesorja Alfonza Gspana, odkrila spominsko obeležje.

## Šolanje
Leta 1915 se je vpisal na realko v Ljubljani, pri odločitvi pa mu je najbrž pomagal očetov zgled, saj je bil Alfonz Gspan starejši po poklicu geometer, po ljubiteljskih zanimanjih pa naravoslovec. Vendar Alfonz mlajši ni šel po očetovih stopinjah in se je že zgodaj usmeril popolnoma drugam.
Leta 1918 prišel na ljubljansko realko Branko Jeglič, kjer je ustanovil literarni krožek Kres, katerega so obiskovali literarno nadarjeni in za književnost navdušeni dijaki. Alfonz Gspan pa je tudi prijateljeval s sošolcem Srečkom Kosovelom. Tako najdemo Gspana v krogu mladih pesnikov.
Leta 1922 je končal realko in se vpisal na fakulteto, kjer je študiral slavistiko, romanistiko in primerjalno književnost v Ljubljani in Parizu. Diplomiral je leta 1931 na Filozofski fakulteti v Ljubljani.

## Delo
Od 1931 do 1933 je služboval kot tajnik založbe Tiskarska zadruga v Ljubljani, od 1933 do 1946 pa je bil profesor na klasični gimnaziji v Ljubljani in na učiteljišču.

### Bibliotekar
Po več kot desetih letih poučevanja na klasični gimnaziji, so mu ponudili kot priznanemu slovenskemu zgodovinarju mesto bibliotekarja v Narodni univerzitetani knjižnici. Ta se je leta 1945 začela preoblikovati iz nekdanje Univerzitetne biblioteke v sodobno slovensko nacionalno ter osrednjo splošno znanstveno in univerzitetno knjižnico. Leta 1946 je knjižnico vodil dr. Mirko Rupel, bibliotekarjema dr. Valterju Bohincu in dr. Meliti Pivec Stele pa sta se pridružila še Alfonz Gspan in Pavle Kalan. Kot znanstveni oziroma višji znanstveni sodelavec je Alfonz Gspan postal vodja rokopisne zbirke v NUK-u, zaupana pa mu je bila najbolj dragocena slovenska kulturna dediščina. Poleg tega je prirejal občasne razstave v NUK-u tematske razstave rokopisnega in publiciranega knjižničnega gradiva o posameznih obdobjih oziroma o osebnostih iz slovenske kulturne zgodovine in o zgodovinskem razvoju knjigarstva. Spodbudil je nastajanje in uredil vrsto spominskih muzejskih  zbirk slovenskih literarnih ustvarjalcev Simona Gregorčiča v Vrsnem, Antona Aškerca v Senožetah, Ivana Cankarja na Vrhniki, Josipa Jurčiča na Muljavi, Otona Župančiča na Vinici, Franceta Bevka v Idriji, muzej Franceta Prešerna v Kranju in muzej Luisa Adamiča v Prapročah pri Grosupljem. Vse to je objavljal v strokovnih člankih, pisal pa je tudi o inkunabulah (Naši razgledi 1956), o srednjeveških rokopisih v Sloveniji (Ljudska pravica 1955), o posameznih slovenskih rokopisih (Knjiga 1955), o proslavljanju 400-letnice slovenske knjige (Slovenski poročevalec 1951), o dragocenostih v NUK-u (Tovariš 1949) ter sodeloval kot jezikovni urednik za slovenski del štirijezičnega terminološkega slovarja za znanstveno informatiko (Moskva-Beograd, 1969).
Leta 1950 je bil izvoljen za strokovnega sodelavca SAZU na Inštitutu za slovensko literaturo in literarne vede, kjer je dobil redno zaposlitev leta 1962. Delal je kot urednik Slovenskega bibliografskega leksikona in kot glavni urednik Slovenskega biografskega leksikona. Honorarni urednik slednjega je ostal tudi po upokojitvi leta 1975. 
Od leta 1950 je bil član izpitne komisije za priznanje kvalifikacij bibliotekarske stroke ter predavatelj na tečajih, ki jih prireja NUK. Na Pedagoški akademiji v Ljubljani je od 1964 kot honorarni profesor predaval predmet Konserviranje in restavriranje bibliotečnega gradiva.
Bil je referent za knjižnice pri Republiškem zavodu za varstvo kulturnih spomenikov. Bil je član zveze komisije za izdelavo načrta Navodila o preventivnih ukrepih za zaščito dokumentov in arhivalij v bibliotekah, muzejih in arhivih. Prav tako je bil tudi član knjižničnega odbora NUK-a in Delavske knjižnice, zunanji član razširjenega muzejskega sveta, član komisije za ureditev zapuščin Otona Župančiča ter Franceta Bevka. 
Predaval je na bibliotekarskih kongresih, na Mednarodnem slavističnem seminarju v Zagrebu (1966), v Ljubljani (1954, 1968) in na simpoziju K. G. Antona v Görlitzu (1968).
Sodeloval je pri organizaciji v Slavističnem društvu Slovenije, Društvo bibliotekarjev Slovenije (zdaj Zveza bibliotekarskih društev Slovenije in pri Slovenski matici, postal pa je tudi častni član Slavističnega društva Slovenije.
Sam je pozneje ugotavljal, ko je urejal Slovenski biografski leksikon in bil znanstveni svetnik na SAZU, o sebi ugotavljal: delo v NUK-u mu je bila najlepša, osebno najbolj zadovoljujoča zaposlitev v življenju. S srcem je ostal skromen, po njegovem maloveden bibliotekar, se pravi služabnik tiste čudežne stvaritve človeškega duha, ki ji pravimo knjiga.

### Literarni zgodovinar
Njegovo glavno področje znanstvenega raziskovanja je bilo slovensko razsvetljenstvo. Največ se je posvečal naprednemu duhu te dobe pri Slovencih, pesniku in dramatiku, Antonu Tomažu Linhartu, nekaj študij pa je namenil tudi Valentinu Vodniku in Žigi Zoisu. Izčrpno in obširno sintezo o razsvetljenstvu je podal v prvi knjigi Matične Zgodovine slovenskega slovstva leta 1956. 
Vprašanje starejše slovenske književnosti ga je vodilo v iskanje in zbiranje slovenskih pesniških besedil od prvih dob dalje. Rezultat tega iskanja je antologija, ki je izšla v dveh knjigah po njegovi smrti, Cvetnik slovenske vezane besede I in II (1978 in 1979). Antologijo začenja s tremi slovenskimi srednjeveškimi besedili, končuje pa s pesniki iz sredine 19. stoletja.
Raziskoval je tudi biografije Franceta Prešerna in njegove analitične prispevke o nastanku in značaju posameznih pesmi, k Primožu Trubarju, Ivanu Cankarju in Otonu Župančiču.

### Pesnik
Leposlovna ustvarjalnost je značilna za Gspanovo mladostno dobo. V aktivno politično in kulturno življenje se je vključil okoli 1923, ko je bil na vrhuncu val ekspresionizma. Ta generacija je čutila neskladje v družbi in v sebi ter mu iskala disharmoničen odraz tudi v umetnosti. Gspan je objavljal razpoloženjske in socialne pesmi s tesnobnim nemirom dobe v Domu in svetu, Mladiki (reviji), Lepi Vidi, Ljubljanskemu zvonu, Razgledu, Svobodni mladini, Jugoslovanu, Naši domovini, Zvončku, Mladem jutru in zlasti v časopisu Mladina. S tedanjimi pesniki ga je vezala negotovost poti, ki bi peljala iz družbene krize in dajala človekovemu obstanku smisel.

## Nagrade, priznanja, odlikovanja
Leta 1964 je bil odlikovan z Redom dela z rdečo zvezdo, v letih 1968 in 1974 je dobil nagrado Sklada Borisa Kidriča, leta 1967 Čopovo diplomo Društva bibliotekarjev Slovenije, 1974 diplomo Zveze društva bibliotekarjev Jugoslavije, leta 1975 pa je bil odlikovan z Redom republike s srebrnim vencem.

## Pomembna dela
- Znanstvene in strokovne publikacije in članki
  - Bibliografija Otona Župančiča. Letopis SAZU, 3, 1948/49. Ljubljana: SAZU, 1950. 235–254. (COBISS)
  - Prispevek k ikonografiji Primoža Trubarja. Drugi Trubarjev zbornik. Ljubljana: Slovenska matica, 1952. 151–160. (COBISS)
  - Razsvetljenstvo. Zgodovina slovenskega slovstva, 1.Ljubljana: Slovenska matica, 1956–71. 329–440. (COBISS)
  - Inkunabule v Sloveniji. Incunabila quac in Slovenia asservantur. Ljubljana: SAZU, 1957. (COBISS)
  - Konserviranje in restavriranje bibliotečnega in arhivskega gradiva. Ljubljana: Pedagoška akademija, 1958. (COBISS)
  - Iz pisem Ivana Cankarja. Naša Sodobnost 10/1962. 193–206. Arhivirano 2016-03-16 na Wayback Machine. (COBISS)
  - Razsvetljenstvo.Zgodovina slovenskega slovstva: od začetkov do 1848. Ljubljana: Mladinska knjiga, 1963. 108–159. (COBISS)
  - Cvetnik slovenskega umetnega pesništva do srede XIX. stoletja, 1 in 2. Ljubljana: Slovenska matica, 1978–1979. (COBISS)

- Komentirane izdaje klasikov
  - Anton Tomaž Linhart. Izbrano delo. Celje: Družba sv. Mohorja, 1938. (COBISS)
  - Anton Tomaž Linhart. Zbrano delo, 1. Ljubljana: DZS, 1950. (COBISS)
  - Ivan Tavčar. Dvoje povesti. V Zali. Kuzovci. Ljubljana: Kmečka knjiga, 1951. (COBISS)
  - Janko Kersnik. Kmetske slike in povesti. Ljubljana: Kmečka knjiga, 1955. (COBISS)
  - Valentin Vodnik. Izbrane pesmi Valentina Vodnika. Ljubljana: Slovenska matica, 1958. (COBISS)
  - Anton Tomaž Linhart. Županova Micka. Veseli dan ali Matiček se ženi. Ljubljana: Mladinska knjiga 1956. (COBISS)
  - Anton Tomaž Linhart. Ta veseli dan ali Matiček se ženi. Maribor: Obzorja, 1967. (COBISS)

- Uredništvo
  - Srečko Kosovel. Pesmi. Ljubljana: Odbor za izdajo pesmi, 1927. (COBISS)
  - Anton Tomaž Linhart. Županova Micka. Komedija v dveh aktih. Ljubljana: Slovenski knjižni zavod, 1950. (COBISS)
  - Anton Tomaž Linhart. Veseli dan ali Matiček se ženi: komedija v pet aktih. Ljubljana: Ljudska prosveta Slovenije, 1951. (COBISS)
  - Slovenski biografski leksikon. Ljubljana: Zadružna gospodarska banka, 1925-1991 (Gspan je bil urednik od gesla Raab do Švikaršič, v letih 1960, 1967 in 1971). (COBISS)
  - Prešernov spominski muzej v Kranju. Kranj: Gorenjski muzej, 1964. (COBISS)

- Prevod
  - Émile Zola. Germinal. Ljubljana: Cankarjeva založba, 1969. (COBISS)